# Calopezzati
Calopezzati är en ort och kommun i provinsen Cosenza i regionen Kalabrien i Italien. Kommunen hade 1 361 invånare (2017).